# Fiona Crombie
Fiona Crombie (* 20. Jahrhundert in Sydney) ist eine australische Szenenbildnerin (Production Designer).
Fiona Crombie wurde in Sydney geboren und wuchs in Adelaide auf. Sie absolvierte 1998 die Film- und Theaterhochschule NIDA und war ab dieser Zeit als Bühnen- und Kostümbildnerin am Theater beschäftigt. Ab 2005 wirkte sie als Szenenbildnerin an ersten Kurzfilmen sowie Werbeclips mit, ab 2011 folgten größere Spielfilmproduktionen.
Für Macbeth wurde sie 2015 für den Satellite Award nominiert, für ihre Arbeit an The Favourite – Intrigen und Irrsinn wurde sie für zahlreiche Filmpreise nominiert, darunter der BAFTA Award, der Los Angeles Film Critics Association Award und der Oscar in der Kategorie Bestes Szenenbild.

## Filmografie (Auswahl)
- 2011: Die Morde von Snowtown (Snowtown)
- 2012: Dead Europe
- 2013: Top of the Lake (Fernsehserie, sechs Folgen)
- 2014: Son of a Gun
- 2015: Macbeth
- 2016: Una und Ray (Una)
- 2018: Maria Magdalena (Mary Magdalene)
- 2018: The Favourite – Intrigen und Irrsinn (The Favourite)
- 2019: The King